# Rio Alcântara
O Rio Alcântara é um rio brasileiro que banha grande parte da cidade de São Gonçalo, no estado do Rio de Janeiro.
É influente do rio Guaxindiba. Ele nasce no bairro em Maria Paula, no município de São Gonçalo. Seu trajeto percorre vários bairros, o que lhe deixa vulnerável com relação a poluição que é lançada em suas águas. Corre em direção à área de mangues da Baía de Guanabara, onde se encontra com o rio Guaxindiba, desaguando nele.
Devido a constante poluição, o rio está apto a inundações em fortes chuvas. Por essa razão, em 2016, a Inea realizou uma dragagem a fim de evitar uma futura possível enchente do rio.